# The Comedian
Pour les articles homonymes, voir Comedian.
Pour plus de détails, voir Fiche technique et Distribution.
The Comedian est un film américain réalisé par Taylor Hackford, sorti en 2016.

## Synopsis
Jackie Burke est un célèbre humoriste. Alors qu'il tente de se réinventer, son public ne veut le voir que dans la peau du personnage qu'il incarnait jadis à la télévision. Lors d'un de ses shows, il s'en prend violemment à un membre du public. Jackie est condamné à du travail d'intérêt général, notamment à la soupe populaire. Il y fait la rencontre de Harmony Schiltz.

## Fiche technique
Sauf indication contraire, les informations mentionnées dans cette section peuvent être confirmées par la base de données cinématographiques IMDb,  présente dans la section « Liens externes ».
- Titre original : The Comedian
- Réalisation : Taylor Hackford
- Scénario : Art Linson, Jeffrey Ross, Richard LaGravenese et Lewis Friedman, d'après une histoire d'Art Linson
- Direction artistique : Doug Huszti
- Décors : Kristi Zea
- Costumes : Aude Bronson-Howard et Ellen Falguiere
- Photographie : Oliver Stapleton
- Montage : Mark Warner
- Musique : Terence Blanchard
- Production : Mark Canton, Taylor Hackford, Art Linson, John Linson et Courtney Solomon
- Sociétés de production : Cinelou Films, Linson Entertainment, Anvil Films en association avec The Fyzz Facility et Mad Riot Entertainment
- Société de distribution : Sony Pictures Classics (États-Unis)
- Budget : n/a
- Pays de production :  États-Unis
- Langue originale : anglais
- Format : couleur - Hawk Scope
- Genre : comédie dramatique
- Durée : 119 minutes
- Dates de sortie[1] : 
  - États-Unis : 11 novembre 2016 (AFI Fest)
  - États-Unis : 2 décembre 2016 (sortie limitée)
  - Canada, États-Unis : 3 février 2017

## Distribution
- Robert De Niro : Jackie Burke
- Leslie Mann : Harmony Schiltz
- Danny DeVito : le frère de Jackie
- Edie Falco : Miller
- Veronica Ferres : Karola
- Charles Grodin : Dick D'Angelo
- Cloris Leachman : Maden
- Patti LuPone : Flo Berkowitz
- Harvey Keitel : Mac Schiltz
- Hannibal Buress : Comedy Cellar Host
- Happy Anderson : Severin
- Lois Smith : Miriam
- Jim Norton : Chip
- Gilbert Gottfried : Trevor
- Billy Crystal : lui-même

## Production

### Genèse, développement et attribution des rôles
En mai 2011, il est révélé que le producteur Art Linson a écrit le script d'une comédie sur le stand-up, intitulée The Comedian, avec l'aide du comédien Jeff Ross. Robert De Niro est très tôt attaché au rôle principal, alors que la réalisation est proposée à Martin Scorsese. Plus tard dans l'année, Sean Penn obtient finalement le poste de réalisateur, alors que Kristen Wiig obtient le rôle féminin principal,.
En mai 2015, Mike Newell reprend le poste de réalisateur, alors que premier rôle revient toujours à Robert De Niro. En juillet 2015, Mike Newell est finalement remplacé par Taylor Hackford en raison d'un conflit d'emploi du temps.
En novembre 2015, Jennifer Aniston reprend le premier rôle féminin, un temps tenu par Kristen Wiig. En janvier 2016, elle est finalement remplacée par Leslie Mann. En février 2016, Veronica Ferres rejoint elle aussi la distribution.
Harvey Keitel rejoint ensuite la distribution. Il avait déjà tourné avec Robert De Niro dans Mean Streets, Taxi Driver, Falling in Love, Cop Land et Mon beau-père et nous.

### À noter
- Le tournage a eu lieu à New York, notamment à Manhattan et dans le Queens[10].